# Paksapelijärvi
Paksapelijärvi är en sjö i Gällivare kommun i Lappland och ingår i Kalixälvens huvudavrinningsområde. Sjön har en area på 0,105 kvadratkilometer och ligger 354,3 meter över havet.

## Delavrinningsområde
Paksapelijärvi ingår i det delavrinningsområde (749636-175039) som SMHI kallar för Inloppet i Vettasjärvi. Medelhöjden är 363 meter över havet och ytan är 6,14 kvadratkilometer. Det finns inga avrinningsområden uppströms utan avrinningsområdet är högsta punkten. Ängesån (Vettasjoki) som avvattnar avrinningsområdet har biflödesordning 3, vilket innebär att vattnet flödar genom totalt 3 vattendrag innan det når havet efter 236 kilometer. Avrinningsområdet består mestadels av skog (66 procent) och sankmarker (15 procent). Avrinningsområdet har 0,84 kvadratkilometer vattenytor vilket ger det en sjöprocent på 13,7 procent.